# Paje (ocupación legislativa)

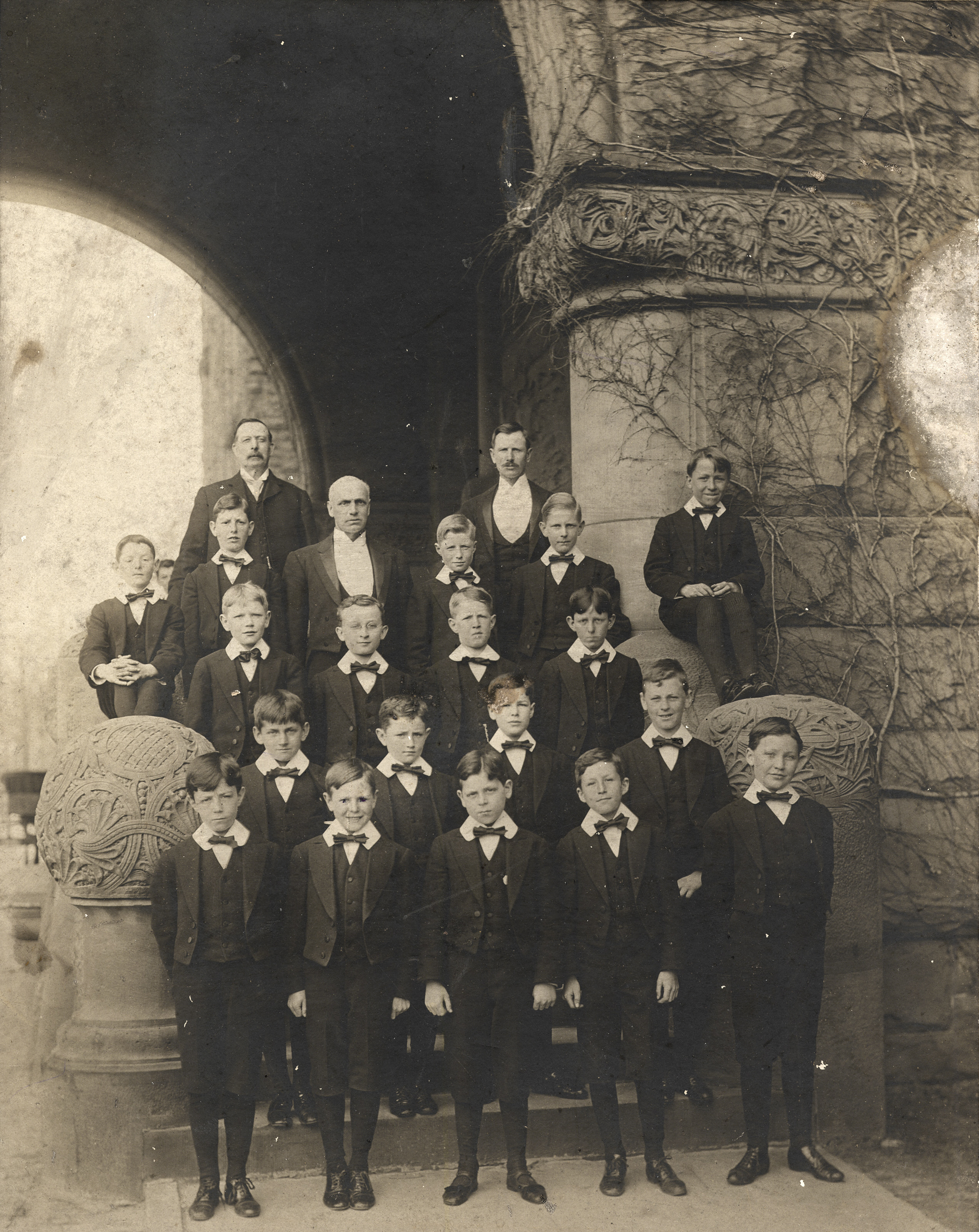
Un grupo de pajes frente al edificio de la Asamblea Legislativa de Ontario en Toronto, alrededor de 1893.

En ciertos sistemas parlamentarios, los pajes son jóvenes (adolescentes o estudiantes) empleados por las cámaras parlamentarias para brindar un servicio a los funcionarios electos durante las sesiones. El sistema existe especialmente en Estados Unidos y Canadá, ya sea en las cámaras federales o a nivel estatal y provincial. A diferencia de los pajes tradicionales, que normalmente están compuestos por hombres jóvenes, estos pajes tienden a ser mayores y pueden ser masculinos o femeninos.

## Origen de la palabra
La palabra página proviene del griego «παιδιον» (paidion), que significa niño pequeño. En la Edad Media designaba a un joven adscrito a un caballero. Este es el primer paso para alcanzar este rango, antes de convertirse en escudero. Los pajes también podían estar directamente vinculados a miembros de las familias reales. Por derivación, a excepción de determinadas residencias reales, los pajes sólo se encuentran en ámbitos parlamentarios, siendo ahora el papel mixto. En estos cuerpos legislativos, los pajes sirven como asistentes de los miembros de la legislatura durante la sesión.

## Estados Unidos
Ambas cámaras del Congreso de los Estados Unidos tienen o han tenido programas de pajes oficiales.
Desde el primer Congreso Continental en 1774, ya existían mensajeros al servicio de los delegados de las colonias inglesas en América del Norte. La oficina de paje en el Congreso fue creada en 1827: tres jóvenes, llamados corredores, están entonces al servicio de los miembros de la Cámara de Representantes. Este número aumentó gradualmente y en 1925 una nueva ley hizo obligatoria la asistencia a la escuela para todos los niños menores de 14 años. Las páginas luego frecuentan el Capitol Page School («Escuela de pajes del Capitolio»), ubicado en el Edificio Thomas Jefferson de la Biblioteca del Congreso. En 1973, presidente de la Cámara Carl Albert nombró a la primera paje femenina: Felda Looper.
El 8 de agosto de 2011, el presidente de la Cámara John Boehner anunció la abolición de esta función. Se mencionaron razones presupuestarias, así como la evolución de las tecnologías de la información, que hacen que el trabajo de las pajes sea cada vez menos imprescindible.
El programa del Senado todavía existe: los pajes son estudiantes de secundaria de todo el país, seleccionados después de un proceso muy competitivo.

## Canadá

### A nivel país
El programa de pajes del Parlamento de Canadá (Cámara de los Comunes y Senado) emplea a tiempo parcial a estudiantes universitarios de primer año que trabajan aproximadamente 15 horas por semana y ganan aproximadamente 12 000 dólares canadienses por período. Realizan tareas tanto ceremoniales como administrativas y participan en actividades de enriquecimiento, como reuniones con parlamentarios y líderes gubernamentales. También se reúnen con grupos de estudiantes para explicarles cómo funciona la Cámara de los Comunes y sus deberes como pajes. El programa de páginas del Senado canadiense es similar.
Los pajes del Senado canadiense son de ambos sexos desde 1971, los de la Cámara de los Comunes canadiense desde 1978.

### Ontario
La Asamblea Legislativa de Ontario emplea a estudiantes de séptimo y octavo grado por períodos de dos a seis semanas durante la sesión legislativa. Los participantes deben ser estudiantes de alto rendimiento que estén ausentes de su escuela mientras sirven como pajes. Los deberes de los pajes incluyen actuar como mensajeros en la cámara legislativa, llevar agua a los parlamentarios y recopilar documentos clave (proyectos de ley, peticiones, mociones, informes de comités). También tienen la oportunidad de aprender más sobre el gobierno provincial y el proceso legislativo.

### Quebec
Según el sitio web de la Asamblea Nacional de Quebec, el sistema de pajes se inspiró directamente en el de los Estados Unidos y fue establecido en 1841. Los pajes debían tener más de 11 años y ser pequeños, si crecían mucho debían ceder su lugar a un hermano menor, y siempre tenía que haber un paje de origen irlandés, a fin de representar la minoría anglófona de Quebec.
En 1961, el ministro Paul Gérin-Lajoie aprobó una ley sobre la educación obligatoria hasta los 15 años, por lo que la edad mínima de los pajes se fijó en 16 años al año siguiente. Los pajes toman cursos además de sus trabajos. Para simplificar esta doble actividad, en 1966 se creó una escuela de pajes que cerró dos años más tarde al no poder ofrecer el número mínimo de opciones en el segundo ciclo.
En 1972, el presidente Jean-Noël Lavoie adoptó nuevas normas: los pajes deben tener entonces entre 18 y 21 años y al menos cinco pies y siete pulgadas de alto. En 1976 fueron integrados directamente en el cuerpo de mensajeros del servicio público de Quebec, lo que exigió la apertura de puestos a las mujeres. Su función también estuvo mucho más regulada: cuando los pajes eran menores eran sirvientes muy útiles que podían ir a comprar a los diputados, llevar sus abrigos, etc.  Desde 1976 su trabajo se ha centrado en los servicios ofrecidos a los diputados en el ejercicio de su rol como legisladores: esto incluye la distribución de documentos, la transmisión de mensajes entre diputados durante la sesión, así como con sus empleados porque estos últimos no tienen derecho a ingresar a la cámara. También procesan documentos parlamentarios y preparan las salas antes de la llegada de los funcionarios electos. Desde septiembre de 2009, algunas de las páginas son estudiantes de la Universidad Laval, que trabajan a tiempo parcial y realizan investigaciones sobre un tema relacionado con el parlamentarismo quebequense.